# Kolonia Otocka (Grabina)
Kolonia Otocka (niem. Kolonie Ottok) – kolonia wsi Grabina w Polsce, położona w województwie opolskim, w powiecie prudnickim, w gminie Biała. Historycznie leży na Górnym Śląsku, na ziemi prudnickiej.
W latach 1975–1998 kolonia administracyjnie należała do ówczesnego województwa opolskiego.

## Geografia
Ciąg zabudowy podzielony jest na dwie miejscowości, obie figurujące w państwowym rejestrze nazw geograficznych jako Kolonia Otocka. Pierwsza Kolonia Otocka (SIMC 0491452) to część wsi Otoki. Druga Kolonia Otocka (SIMC 0491274), dla odróżnienia nazywana Kolonią Grabińską, jest kolonią wsi Grabina. Obie miejscowości znajdują się bliżej Grabiny, niż Otok.

## Historia
Kolonia Otocka powstała w latach 1842–1845.
Miejscowość nosiła niemiecką nazwę Kolonie Ottok. W 1936, kiedy ze względu na swoje polskie pochodzenie nazwa wsi Otoki (Ottok) została zmieniona przez nazistowską administrację III Rzeszy na nową, całkowicie niemiecką nazwę Auenwalde, zmieniono także nazwę Kolonie Ottok na Auenwalde Kolonie.
W opracowanej w 1971 przez Powiatowy Inspektorat Statystyczny w Prudniku Statystycznej charakterystyce miejscowości w gromadach powiatu prudnickiego, miejscowość została wymieniona pod nazwą Kolonia Grabina.

## Religia
Katolicy z Kolonii Otockiej należą do parafii Matki Boskiej Szkaplerznej w Grabinie (dekanat Biała).